# Chabulina cineralis
Chabulina cineralis is een vlinder uit de familie van de grasmotten (Crambidae). De wetenschappelijke naam van deze soort is voor het eerst voorgesteld als Margaronia cineralis door Joseph de Joannis in een publicatie uit 1932.
De soort komt voor in Mauritius.